# Leonore Wolters-Krebs

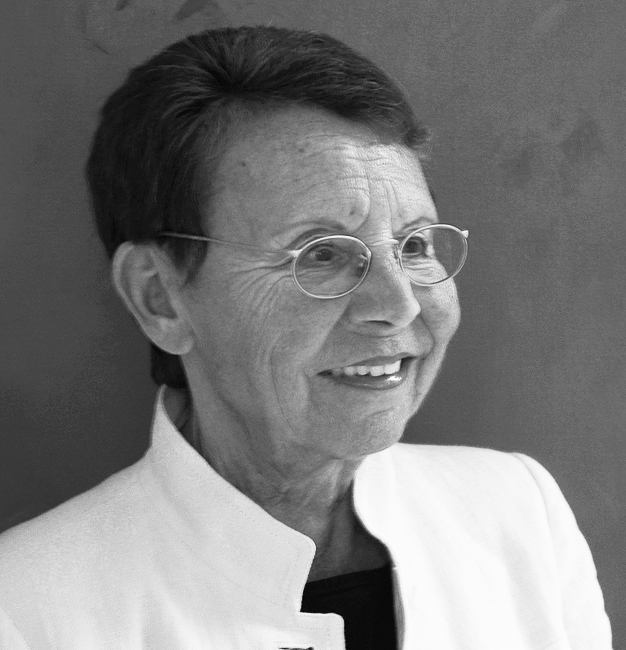
Leonore Wolters-Krebs

Leonore Wolters-Krebs (* 1938 in Dessau) ist eine deutsche Architektin und Stadtplanerin.

## Leben

### Herkunft und Ausbildung
Leonore Wolters-Krebs ist die Tochter des Stadtbaurates Gerhard Krebs aus Salzgitter. Sie wurde in Dessau geboren und wuchs in Weißenfels auf. In Essen machte sie an der Luisenschule ihr Abitur.
Von 1960 bis 1967 studierte sie Städtebau und Architektur an der TU Hannover bei Friedrich Spengelin und Wilhelm Wortmann. Im Jahr 1967 legte sie ihre Diplom-Hauptprüfung ab.

### Frühe berufliche Tätigkeiten
Von 1967 bis 1970 war sie Assistentin am Institut für Städtebau, Raumplanung und Raumordnung (Rudolf Wurzer, Technische Universität Wien). Sie betreute das Grundseminar und die Einführung in das städtebauliche Entwerfen. In Wien war sie außerdem mit der Redaktion, Koordination und Visualisierung des Gutachtens über „Ziele und Aufgaben einer Raumordnungspolitik für Österreich“ im Auftrag der österreichischen Bundesregierung betraut, das von einem Expertengremium unter Leitung von Rudolf Wurzer bearbeitet wurde. In diesem Zusammenhang arbeitete sie auch als theoretische Kartographin.
Sie wurde zum korrespondierenden Mitglied der Österreichischen Gesellschaft für Raumplanung und Raumordnung (ÖGRR).
Von 1970 bis 1971 arbeitete sie als Technische Referentin in der Stabstelle des Senatsbaudirektors beim Senat für Bau- und Wohnungswesen in Berlin und war dort für die Vorbereitung und Betreuung von städtebaulichen Wettbewerben zuständig.

### Gründung Wolters & Partner und spätere Tätigkeiten
1972 gründete Leonore Wolters-Krebs gemeinsam mit ihrem Kollegen Friedrich Wolters das gemeinsame Architektur- und Stadtplanungsbüro Wolters & Partner in Coesfeld, aus dem sie sich 2012 zurückzog.
Im Jahr 1974 wurde sie in den Bund Deutscher Architekten (BDA) berufen.
Zwischen 1982 und 1992 war sie Lehrbeauftragte für Städtebauliches Entwerfen und Planungsrecht an der FH Dortmund, Fachbereich Architektur. Zwischen 1992 und 2011 war sie Vorsitzende des Ausschusses für Stadtplanung und Teil des Vorstands der Architektenkammer Nordrhein-Westfalen (AKNW). In dieser Funktion war sie auch Juryvorsitzende für den Wettbewerb „Nachhaltige Stadtentwicklungsprojekte umsetzen“ (1999) des Landes Nordrhein-Westfalen.
Im Jahr 1993 wurde sie als Mitglied in die Deutsche Akademie für Städtebau und Landesplanung (DASL) berufen. Zwischen 2003 und 2011 war sie dort stellvertretende Vorsitzende der Landesgruppe NRW. 1997 wurde Wolters-Krebs mit dem Bundesverdienstkreuz am Bande geehrt.
Zwischen 2000 und 2002 war sie mit der Lehrstuhlvertretung des Fachgebietes für Städtebau und Bauleitplanung der Fakultät Raumplanung der Universität Dortmund beauftragt. In den Jahren 2006 bis 2008 hatte sie einen Lehrauftrag an der FH Münster am Fachbereich Architektur und Städtebau.

## Ehrungen
- 1974: Berufung in den Bund Deutscher Architekten
- 1993: Aufnahme als Mitglied in die Deutsche Akademie für Städtebau und Landesplanung (nur jeweils 400 Mitglieder unter 65 zulässig)
- 1997: Bundesverdienstkreuz am Bande

## Schriften
- Raum – Planung – Ordnung: Festschrift für Rudolf Wurzer. Wien 1970. (mit Arnold Klotz, Klaus Kunzmann und Hermann Reining)
- Strukturanalyse des österreichischen Bundesgebietes. mit Rudolf Wurzer, Hermann Reining. Österreichische Gesellschaft für Raumforschung und Raumplanung, Wien 1970
- Wohnen in Lünen-Brambauer ein Studienprojekt; Lünen-Brambauer 90/91, städtebauliche Entwürfe. Dortmund 1991.

Gemeinsam mit Friedrich Wolters
- Stadt Ennigerloh: Planung zur Stadtentwicklung. Coesfeld 1979.
- Städtebaulicher Rahmenplan Gemeinde Raesfeld. Coesfeld 1981.
- Städtebaulicher Rahmenplan Gemeinde Heek. Coesfeld 1981.
- Stadt Münster: Erläuterungsbericht zum Flächennutzungsplan. Stand: Juli 1981. Münster, 1982.
- Stadt Telgte, städtebaulicher Rahmenplan „Westbevern Dorf“. Coesfeld 1983.
- Rahmenplan und Gestaltungssatzung für die Ortschaft Bruchhausen, Stadt Höxter. Coesfeld [1985].
- Gemeinde Rosendahl, Ortskern Osterwick: städtebauliche Rahmenplanung. Coesfeld 1987.
- Architektur und Stadtplanung; Wolters Partner. Tecklenborg Verlag, Steinfurt 2017, ISBN 978-3-944327-54-9.
- Wolters Partner (Hrsg.): Campus Cantat: Landesmusikakademie Nordrhein-Westfalen, Burg Nienborg, Heek. Letter-Presse, Coesfeld-Lette 1991, ISBN 978-3-928215-00-8.